# 黎廣度
黎广度（越南语：／，？—1517年），越南后黎朝时期的宰相，后因投降陈暠被杀。

## 生平
黎广度是黎初勋旧之后。黎宪宗时期，任中军都督府左都督，封屏山侯。景统七年（1504年）六月，与南军都督府左都督驸马都尉临淮伯黎達昭率驸马、五府、六部、六寺诸廷臣拥立黎肃宗。十二月，黎肃宗去世，黎广度又与赣川侯黎能让及群臣拥立黎威穆帝。威穆帝即位后，封黎广度为宁郡公。
端庆五年（1509年），阮文郎等人起兵，拥立简修公黎潆。黎广度、程志森与简修公里应外合，最终推翻了威穆帝，拥立简修公为黎襄翼帝。
洪顺二年（1510年），黎广度封绍国公，平章军国重事，总统国政太宰太师。
洪顺八年（1516年）四月，郑惟㦃又与黎广度、程志森合谋，弑杀襄翼帝。十日，黎广度投降陈暠。陈暠进入升龙城，改元天应，临朝称制，以黎广度理国事。
陈暠兵败后，黎广度于光绍二年（1517年）被朝廷擒获。闰十二月，莫登庸与朝臣奏请诛杀黎广度。黎广度因此被杀。